# Кузьменко Андрій Михайлович
Андрій Михайлович Кузьменко (21 серпня 1961, Київ) — український дипломат. Надзвичайний і Повноважний посланник 1 класу. Надзвичайний і Повноважний Посол України в Державі Катар (з 2019).

## Біографія
Народився 21 серпня 1961 року у місті Києві. У 1982 році закінчив військове училище. У 1995 році курси у військовому коледжі у Гаазі. У 2001 році закінчив Київський Національний Університет ім. Т.Шевченка, за спеціальністю «правознавство».
З 1982 році на військовій службі.
З травня 1993 року на дипломатичній роботі, другий, перший секретар, радник, начальник відділу Управління контролю над озброєннями та військово-технічного співробітництва Міністерства закордонних справ України, радник, а згодом керівник секретаріату Державного секретаря з питань європейської інтеграції, головний радник Департаменту європейської інтеграції МЗС України.
У 1996—2006 рр. — інспектор ООН з питань озброєнь, брав участь у низці спеціалізованих навчальних курсів.
У 1998 та 2002—2003 рр. працював у складі місій UNSCOM та UNMOVIC в Іраку.
У 2002 році — член делегації України на XXIV сесію Спільної комісії по виконанню та інспекціях, створеної за Договором між Союзом Радянських Соціалістичних Республік та Сполученими Штатами Америки про скорочення та обмеження стратегічних наступальних озброєнь від 31 липня 1991 року.
З січня 2004 року — радник Постійного представництва України при Раді Європи.
З вересня 2007 року — заступник Постійного представника України при Раді Європи, де відповідав за юридичні аспекти членства України у Раді Європі, питання Європейського суду з прав людини.
З жовтня 2008 року — заступник Директора Другого територіального департаменту МЗС України.
З серпня 2010 року — радник-посланник Посольства України у Великій Британії.
З 16 травня 2014 року — Тимчасовий повірений у справах України у Великій Британії.
З 18 грудня 2019 року — Надзвичайний і Повноважний Посол України в Державі Катар.

## Дипломатичний ранг
- Надзвичайний та Повноважний Посланник першого класу.[3]